# Phân loại ngôn ngữ của người Pygmy

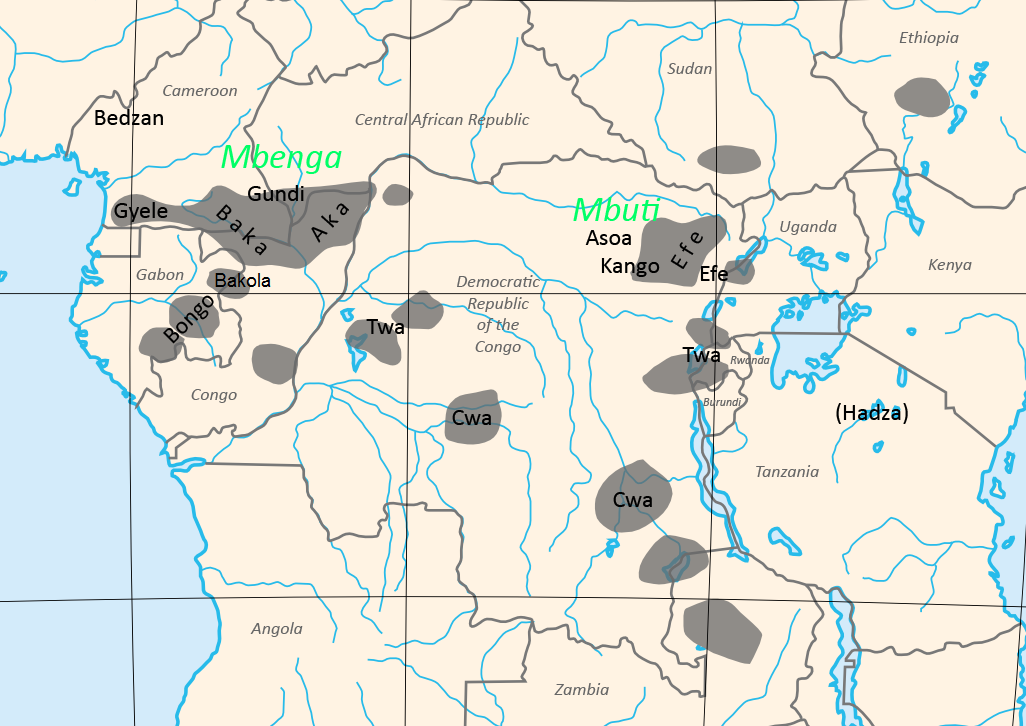
Phân bố của các tộc người Pygmy theo Cavalli-Sforza. Nhóm Twa miền Nam nằm ngoài bản đồ.

Người Pygmy của miền nhiệt đới châu Phi là những tộc "người rừng" mà đang, hay cho đến gần đây từng, có cuộc sống săn bắt-hái lượm trong rừng sâu và một cấu trúc xã hội đơn giản, không phân thứ bậc. Họ có vóc người rất thấp, với sự gắn bó văn hóa và tín ngưỡng mật thiết với rừng mưa Congo và thường có mối quan hệ tương trợ với những tộc người phi Pygmy làm nông.
Những tộc người này không nhất thiết phải có quan hệ gần với nhau, về cả di truyền và ngôn ngữ. Những tộc người Pygmy khác nhau có thể có nguyên nhân khác nhau dẫn đến vóc dáng nhỏ bé của họ.

## Ngôn ngữ ban đầu của các tộc người Pygmy
Ít nhất, phải có vài nhóm người Pygmy từng có ngôn ngữ riêng. Merritt Ruhlen viết rằng "người Pygmy châu Phi nói những ngôn ngữ hoặc thuộc hệ Nin-Sahara hoặc thuộc hệ Niger–Kordofania. Có thể giả thuyết rằng mỗi nhóm người Pygmy đều từng có ngôn ngữ của riêng mình, nhưng, qua việc sống tương trợ với những tộc người châu Phi khác, họ đã tiếp nhận ngôn ngữ thuộc hai hệ trên, vào thời tiền sử." Những chứng cứ cho thấy những ngôn ngữ như thế từng tồn tại gồm khối từ vựng về rừng của người Mbenga hiện diện hai ngôn ngữ là tiếng Baka (thuộc nhóm Ubangi) và tiếng Aka (một ngôn ngữ Bantu). Tiếng Rimba (thường được xem là một phương ngữ tiếng Punu) có phần từ vựng cốt lõi phi Bantu.
Một giả thuyết phổ biết là người Pygmy là hậu duệ trực tiếp của các tộc người săn bắt-hái lượm thời đại đồ đá muộn ở rừng mưa Trung Phi, những người mà hoặc đã bị đồng hóa hoặc đã bị chiếm chỗ bởi các nhóm người làm nông khác và đã tiếp nhận các ngôn ngữ Sudan trung tâm, Ubangi và Bantu làm tiếng nói.
Chừng 30% từ vựng tiếng Aka không mang gốc Bantu, và số phần trăm tương tự từ vựng trong tiếng Baka cũng phi Ubangi. Đa phần vốn từ vựng này chuyên về rừng rậm, liên quan đến việc lấy mật ong và cây cối. Vốn từ vựng này có lẽ là vết tích của một ngôn ngữ Pygmy miền tây (Mbenga hay "Baaka").

## Các tộc Pygmy và ngôn ngữ

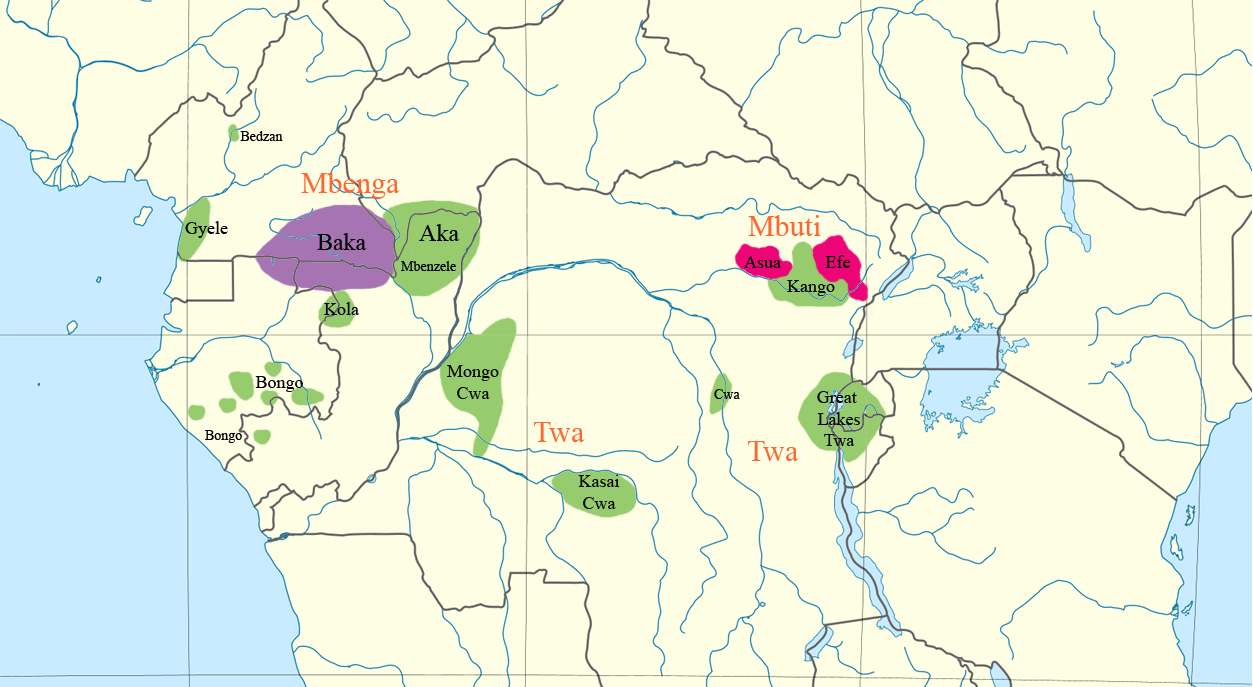
Phân bố của các ngôn ngữ Pygmy theo Bahuchet. Màu xanh lá là Bantu, đỏ là Sudan trung tâm, và tím là Ubangi. Twa miền Nam nằm ngoài bản đồ.

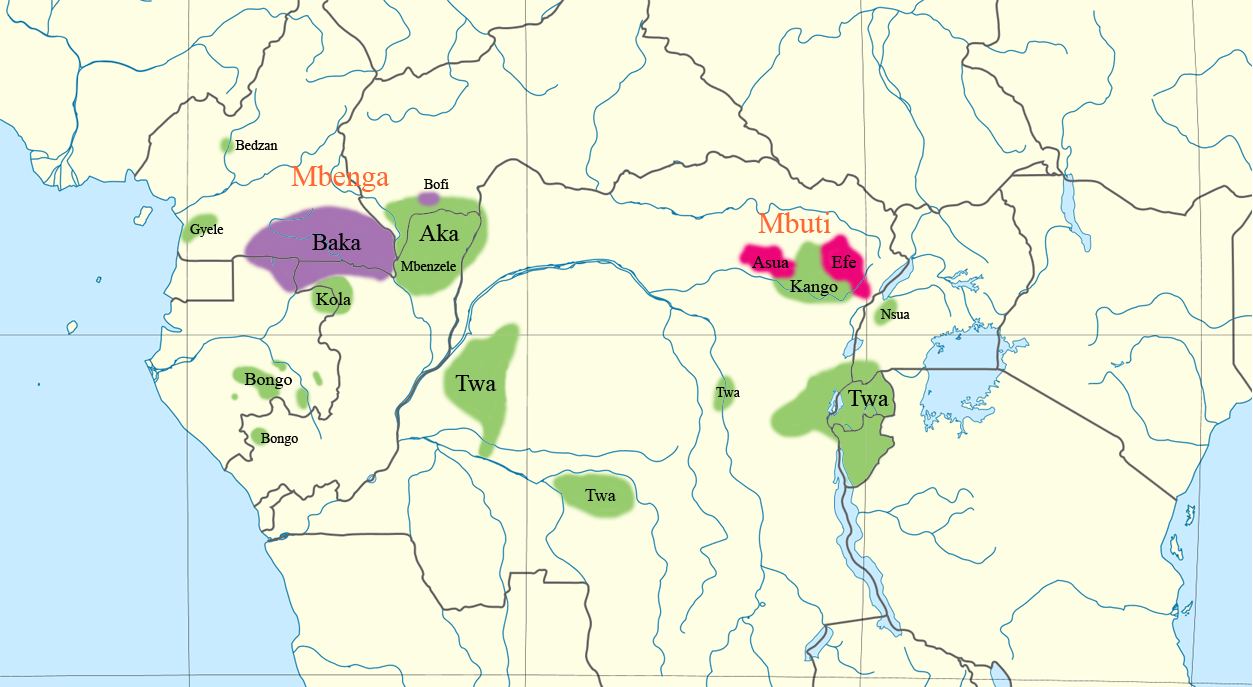
Bản bổ sung của Hewlett và Fancher với hai nhóm được thêm vào. Bofi ở miền tây, và Nsua ở miền đông.

Có hơn một tá nhóm người Pygmy với dân số chừng 350.000 người ở bồn địa Congo. Những nhóm nổi tiếng nhất là người Mbenga (Aka và Baka) ở mạn tây bồn địa, nói ngôn ngữ Bantu hay Ubangi; người Mbuti (Efe et al.) của rừng mưa Ituri, nói ngôn ngữ Bantu và Sudan trung tâm, và người Twa vùng Hồ Lớn nói tiếng Rwanda-Rundi. Tất cả các nhóm Pygmy đều nói ngôn ngữ thuộc ba nhóm trên và chỉ người Aka, Baka, và Asua có ngôn ngữ riêng.
Medzan (Bedzan) sống ở Cameroon, không xa biên giới với Nigeria. Họ nói một phương ngữ tiếng Tikar (Bantoid).
Dân số: 400
Mbenga
- Aka ở Cộng hòa Trung Phi và Cộng hòa Congo nói tiếng Aka (Yaka), một ngôn ngữ Bantu gần với tiếng Lingala.

Dân số: 30.000–50.000
- Baka còn gọi là Ngombe ở Cameroon và Gabon nói những ngôn ngữ Ubangi trong nhánh Ngbaka: tiếng Baka, tiếng Ganzi,

và tiếng Gundi/Ngondi.
Dân số: 30.000–40.000
- Ở Cộng hòa Trung Phi, phía bắc nhóm Aka là một nhóm Pygmy khác, nói tiếng Bofi thuộc nhánh Gbaya.

Dân số: 3.000
- Gyele là nhóm Pygmy sống xa nhất về phía tây, ở gần duyên hải Cameroon và ở vùng ven biển Guinea Xích Đạo. Họ nói hai phương ngữ của tiếng Mvumbo.

Dân số: 4.000
- Kola hay Koya ở Congo và đông bắc Gabon nói một ngôn ngữ Bantu là tiếng Ngom.

Dân số: 2.600
- Bongo, hay Akoa, ở nam Gabon nói nhiều ngôn ngữ Bantu, gồm Tsogo, Nzebi, Tây Teke, Punu, Lumbu, Myene, Kaningi. Họ cũng nói tiếng Rimba, một ngôn ngữ với lõi từ vựng phi Bantu.

Dân số: 3.000
Mbuti
- Efé nói tiếng Lese.

Dân số: 10.000?
- Asoa hay Asua nói tiếng Asoa (Sudan trung tâm).

Dân số: 10,000?
- Kango hay Sua nói tiếng Bila (Bantu).

Dân số: 26,000?
Twa
Những nhóm người Twa đều nói ngôn ngữ Bantu.
- Nsua của Uganda.

Dân số: 1.000
- Twa của vùng Hồ Lớn (Rwanda, Burundi, đông CHDC Congo, nam Uganda) nói tiếng Rundi, tiếng Rwanda và tiếng Kiga.

Dân số: 10,000
- Twa Mongo hay Twa Ntomba (Cwa [tʃwa]) cạnh hồ Tumba và hồ Mai-Ndombe ở tây CHDC Congo, nói nhiều dạng tiếng Mongo (Konda, Ntomba, và Lia).

Dân số: 14.000
- Twa Kasai hay Twa Kuba (Cwa) ở vùng Kasai nói tiếng Bushong.
- Twa Mbote (Bambote) phía tây bắc hồ Tanganyika nói một ngôn ngữ D20.
- Twa Upemba hay Twa Luba (Cwa) ở vùng trung Upemba nói tiếng Luba-Katanga, Hemba, Songe, và Taabwa.[5]
- Twa Bangweulu ở đầm lầy Bangweulu, Zambia, nói tiếng Bemba.
- Twa Lukanga ở đầm lầy Lukanga, Zambia, nói tiếng Lenje.
- Twa Kafwe ở trảng Kafue, Zambia, nói tiếng Tonga.
- Người Twa ở Angola sống gần người Ngambwe, Havakona, Zimba và Himba, và nhiều khả năng nói ngôn ngữ của các dân tộc trên.